# Formosa (departamento)
Formosa é um departamento da Argentina, localizado na província de Formosa.